# 索瓦 (康塔尔省)
索瓦（法語：Sauvat，法語發音：[sova]）是法国康塔尔省的一个市镇，位于该省西北部，属于莫里亚克区。

## 地理
索瓦（45°18'56"N, 2°26'33"E）面积14.48 平方千米，位于法国奥弗涅-罗讷-阿尔卑斯大区康塔爾省，该省份为法国中南部省份，位于法國中央高原中心，北起科雷兹省、上盧瓦爾省和多姆山省，西接洛特省和科雷兹省，南至阿韦龙省和洛特省，东临上盧瓦爾省和洛泽尔省。
与索瓦接壤的市镇（或旧市镇、城区）包括：奥泽尔、巴西尼亚克、梅阿莱、勒蒙泰伊、赛涅、伊德。

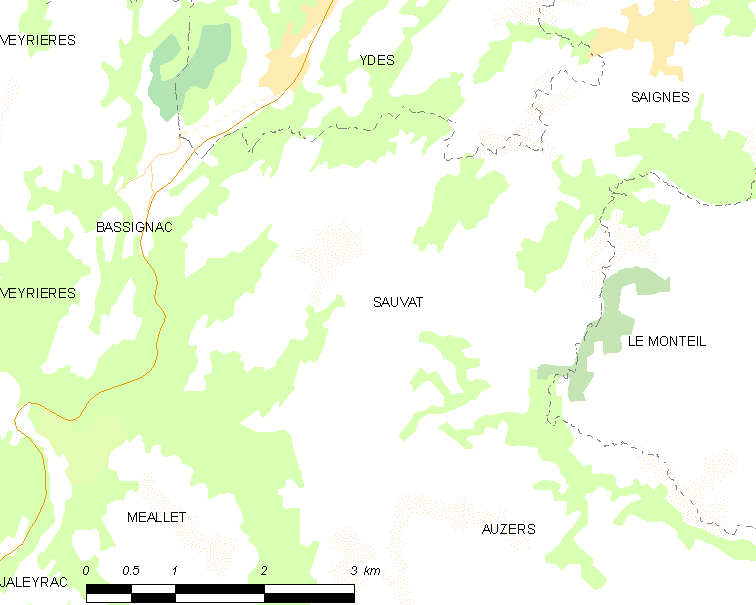
的OSM定位图

索瓦的时区为UTC+01:00、UTC+02:00（夏令时）。

## 行政
索瓦的邮政编码为15240，INSEE市镇编码为15223。

## 政治
索瓦所属的省级选区为伊德县。

## 人口

1962-2008年间人口变化图示

索瓦于2022年1月1日时的人口数量为217人。